# 井田中ノ町
井田中ノ町（いだなかのちょう）は、神奈川県川崎市中原区の地名。丁目のない単独行政地名。住居表示実施済区域。

## 地理
東を木月3丁目、南を井田1丁目、西を高津区明津、北西を井田杉山町、北を井田三舞町、北東を木月祇園町と接する。明津との境界を江川が流れる。

### 地価
住宅地の地価は、2024年（令和6年）7月1日の神奈川県地価調査によれば、井田中ノ町41-6の地点で43万8000円/m²となっている。

## 歴史

### 町域の新旧対照
耕地整理実施前の字は以下の通りとなっている。
| 現町丁     | 耕地整理実施前の字                                       |
| ---------- | -------------------------------------------------------- |
| 井田中ノ町 | 井田字中ノ町、字東町の全域、字耕地、字辻ヶ下、字東の一部 |

### 沿革
1940年（昭和15年）8月に耕地整理により井田の平野部が井田三舞町、井田杉山町とともに分立した。1996年（平成8年）11月18日に、住居表示を実施。

## 世帯数と人口
2025年（令和7年）6月30日現在（川崎市発表）の世帯数と人口は以下の通りである。
| 町丁       | 世帯数    | 人口    |
| ---------- | --------- | ------- |
| 井田中ノ町 | 3,467世帯 | 6,768人 |

### 人口の変遷
国勢調査による人口の推移。
| 年                 | 人口  |
| ------------------ | ----- |
| 1995年（平成7年）  | 4,555 |
| 2000年（平成12年） | 5,519 |
| 2005年（平成17年） | 5,594 |
| 2010年（平成22年） | 6,103 |
| 2015年（平成27年） | 5,792 |
| 2020年（令和2年）  | 6,767 |

### 世帯数の変遷
国勢調査による世帯数の推移。
| 年                 | 世帯数 |
| ------------------ | ------ |
| 1995年（平成7年）  | 2,336  |
| 2000年（平成12年） | 2,679  |
| 2005年（平成17年） | 2,704  |
| 2010年（平成22年） | 3,013  |
| 2015年（平成27年） | 2,831  |
| 2020年（令和2年）  | 3,236  |

## 学区
市立小・中学校に通う場合、学区は以下の通りとなる（2022年3月時点）。
| 番・番地等 | 小学校             | 中学校             |
| ---------- | ------------------ | ------------------ |
| 全域       | 川崎市立井田小学校 | 川崎市立井田中学校 |

## 事業所
2021年（令和3年）現在の経済センサス調査による事業所数と従業員数は以下の通りである。
| 町丁       | 事業所数  | 従業員数 |
| ---------- | --------- | -------- |
| 井田中ノ町 | 142事業所 | 887人    |

### 事業者数の変遷
経済センサスによる事業所数の推移。
| 年                 | 事業者数 |
| ------------------ | -------- |
| 2016年（平成28年） | 155      |
| 2021年（令和3年）  | 142      |

### 従業員数の変遷
経済センサスによる従業員数の推移。
| 年                 | 従業員数 |
| ------------------ | -------- |
| 2016年（平成28年） | 788      |
| 2021年（令和3年）  | 887      |

## 交通

### 道路
南側を尻手黒川道路（神奈川県道14号鶴見溝ノ口線）が通っている。

### 路線バス
尻手黒川道路沿いに川63・川66・杉01・杉02・杉03・杉04の各系統が通っており、運行本数は7本/時以上と多い。
井田中ノ町のバス停は川崎鶴見臨港バスの原62系統（新川崎交通広場・元住吉⇔中原駅前）が運行されているが、朝2往復、夕方1往復のみの運行となっている。

## 施設
- 川崎市立井田小学校
- 川崎井田郵便局
- 住吉西公園
- 中原警察署 井田交番
- 中原消防署 井田出張所

## その他

### 日本郵便
- 郵便番号 : 211-0034[4]（集配局 : 中原郵便局[19]）

### 警察
町内の警察の管轄区域は以下の通りである。
| 番・番地等 | 警察署     | 交番・駐在所 |
| ---------- | ---------- | ------------ |
| 全域       | 中原警察署 | 井田交番     |